# Besart Abdurahimi
Besart Abdurahimi (ur. 31 lipca 1990 w Zagrzebiu) – chorwacko-macedoński piłkarz pochodzenia albańskiego grający na pozycji pomocnika. Od 2018 roku jest zawodnikiem Partizani Tirana.